# Myinsaing
Myinsaing var ett historiskt kungarike som regerade centrala Myanmar 1298 till 1312. Myinsaing bildades efter att kungariket Pagan fallit samman.